# Улица Марата (Санкт-Петербург)
Улица Мара́та — крупная трасса Центрального района Санкт-Петербурга. Проходит от Невского проспекта до Подъездного переулка.

## История
В 1739 году улица называлась Преображе́нской Полково́й. Власти собирались тогда проложить магистраль от Кирочной улицы до Разъезжей. А поскольку близ Кирочной квартировал Преображенский полк, имя было подходящим. Однако в реальности улица разделилась на две: нынешние Маяковского и Марата.
Преображенская улица существовала до конца XVIII века. Но в это время существовало и другое название — Грязна́я у́лица. Этимология этого названия неясна, ибо вряд ли она была грязнее других. Продержалось это название около шести десятилетий.
Позже её переименовали в Никола́евскую у́лицу. Решение о переименовании было принято в октябре 1856 года — после смерти Николая I.
В 1917 году особая комиссия Временного правительства решила убрать с карты города имя Николая I и назвать Николаевскую — проспе́ктом Два́дцать Седьмо́го Февраля́ в честь победившей революции.
В октябре 1918 года, когда власти обновляли городскую топонимику, проспект стал улицей Марата, в честь французского революционера Жана Поля Марата, имя которого носит и поныне.
До 2006 года на участке улицы Марата от Боровой до Звенигородской улицы трамвайные пути лежали на разделительном газоне.

## Достопримечательности
(Дома, имеющие охранный статус памятников, даны по Генеральному плану Санкт-Петербурга)
- № 1, угол с Невским, 71 напротив Доходного дома М. И. Лопатина на Невском 100 — доходный дом М. С. Мальцевой, построенный в 1848 году по проекту П. А. Чепыжникова. Здание было частично перестроено. 3 ноября 1967 года была открыта станция метро «Маяковская», наземный вестибюль которой встроен в этот дом.

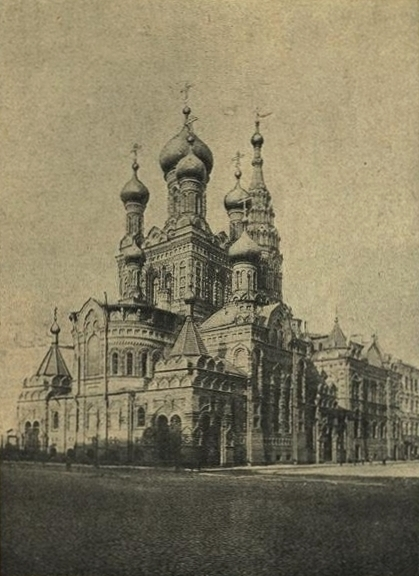
Свято-Троицкая церковь в 1916 году

- № 5—7 — до 2007 года участок занимало здание «Невских бань», построенное в 1977 на месте домов № 5 (Свято-Троицкая церковь (архитектор Николай Никитич Никонов, 1890-е годы, снесена в 1966) и № 7 (дом мясоторговца Дмитрия Парфёнова, снесён вместе с церковью)[2]. В 2007 бани снесли ради возведения тц «Николаевский пассаж», проект которого грубо нарушал градостроительные нормативы: выносные элементы его конструкции на 3-4 метра выходили за красную линию улицы[3][4]. После скандала в прессе балконы уменьшили до 80 см[5]. В 2015 году новое здание надстроили ещё одним этажом из деревянных и металлических конструкций, которые юридически считаются полукапитальными, поэтому КГИОП и стройнадзор не могут потребовать их сноса[6].
- № 6 — доходный дом, перестроен в 1877 году по проекту Александра Иванова.
- № 9  7831967000 — дом князя В. П. Мещерского; музей-квартира Шостаковича. Дом построен в 1870 году по проекту архитектора Е. П. Варгина, надстроен в 1878 году (архитектор В. И. Славянский) и в 1902 году (архитектор В. Ф. Розинский).
- № 11  7831968000 — дом Муравьевых; бывшее генконсульство Швейцарии; гостиница Helvetia; построен в первой четверти XIX века, 1850-е, перестройка, предположительно, архитектор А. И. Ланге.
- № 12  7831969000 — дом А. О. Дранкова, построен в 1855—1856 годах по проекту архитектора Е. Е. Аникина, перестроен в 1899 году (архитектор Л. Л. Фуфаевский).
- № 14  781610743920006 — (дом А. Н. Радищева. В 1857—1858 году перестроен и расширен архитектором К. К. Андерсоном, в 1876 году надстроен архитектором А. Е. Соколовым, в 1877 году была осуществлена перестройка мезонина по проекту архитектора И. С. Богомолова).
- № 15  7831970000 — дом П. А. Беляева; генконсульство Венгрии. Построен в 1874 году по проекту Н. А. Газельмейера, перестроен и расширен в 1889—1890 годах П. А. Виноградовым.

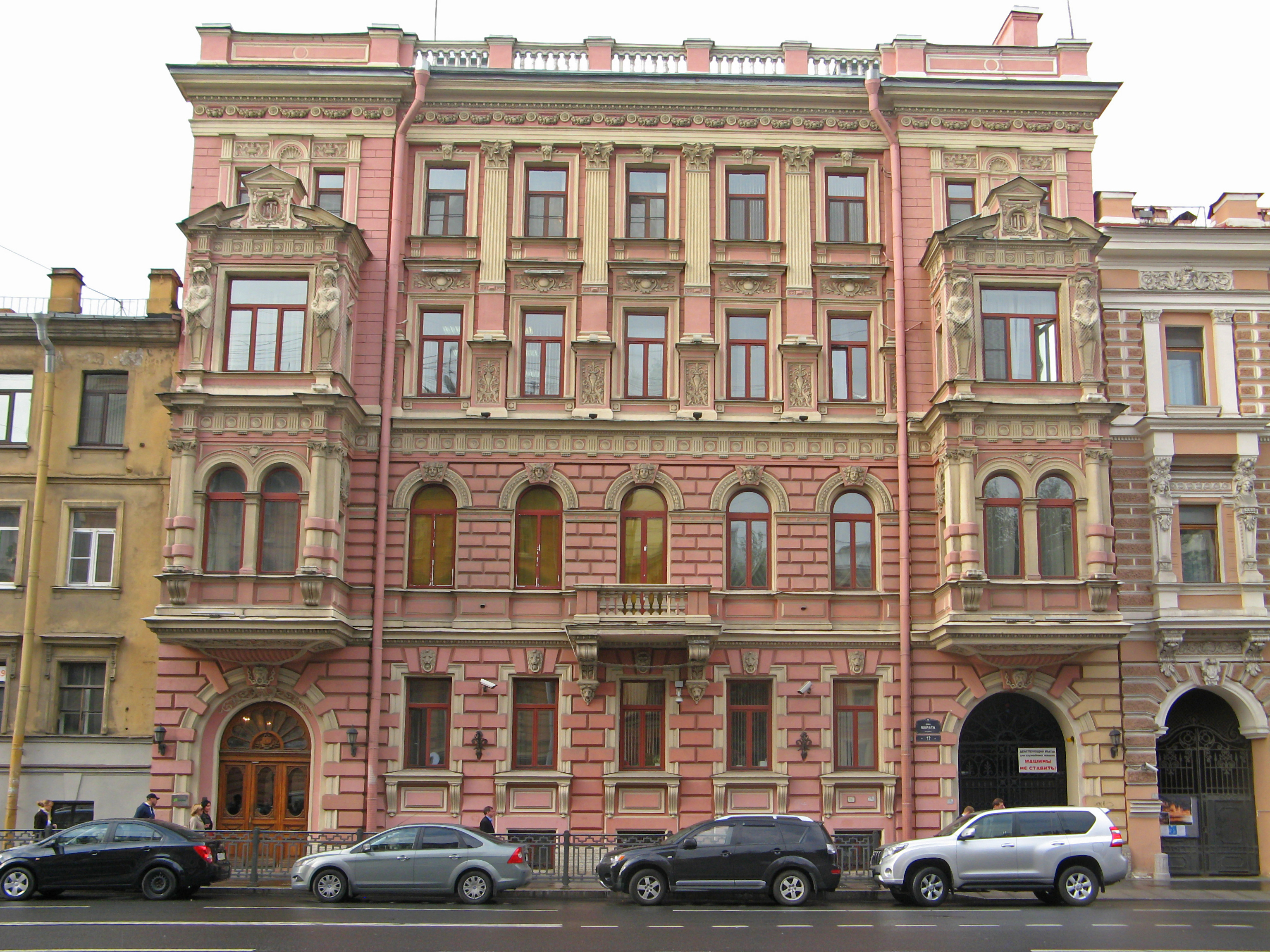
дом И. Л. Тузова, 2015

- № 17  781510261330005 — дом И. Л. Тузова. Построен в 1894—1895 годах, архитектор А. В. Иванов, перестроен в 1902-м по проекту Е. С. Бикарюкова. В оформлении фасада были использованы традиционные приемы, присущие позднему этапу эклектики, обилие лепного декора. Компактная планировка помещений представляла собой характерный образец малоквартирного доходного дома конца XIX века.
- № 18 — доходный дом. Перестроен в 1879 году архитектором А. В. Ивановым
- № 20 — доходный дом, 1878—1879, арх. Вениамин Стуккей[7].
- № 22—24, литера А  7831971000 — дом Единоверческой церкви св. Николая; первые постройки были возведены в 1826 году по проекту архитектора Авраама Мельникова. В 1847 Карл Брандт пристроил трёхэтажную часть к флигелю за церковью и добавил двухэтажный корпус. В 1872 год прошло строительство дворовых флигелей, арх. В. Ф. Розинский. В 1901—1902 годы лицевой дом перестроил и расширил архитектор И. П. Володихин. До 1917 в здании находилась богадельня, после революции его отдали под коммунальное жильё[8].
- № 23  7831972000 — дом С. В. Тухолки, построен в 1830-е годы.

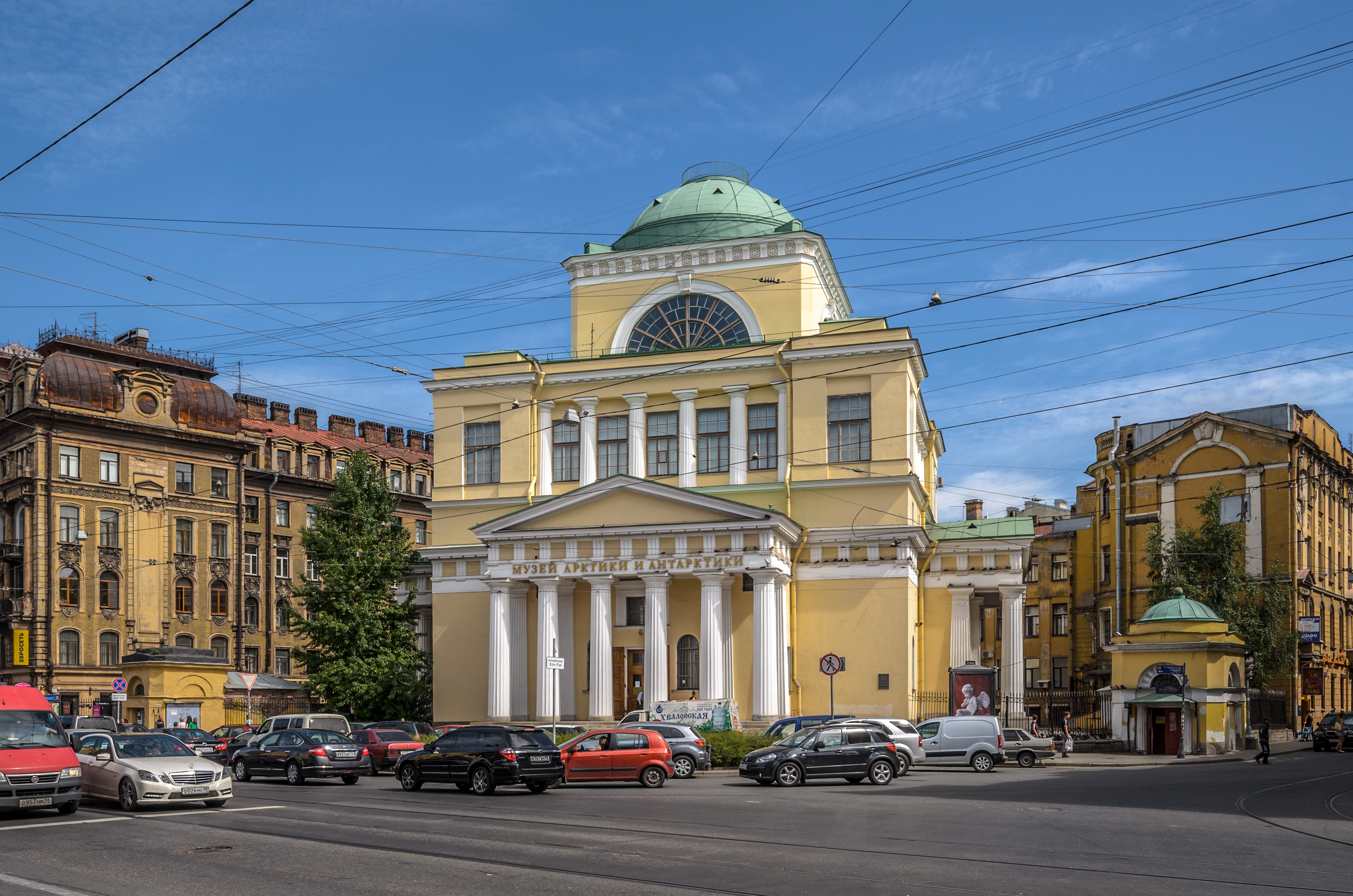
Здание Музея Арктики и Антарктики (Бывшая Единоверческая церковь)

- № 24а  781510264840016 — здание Никольской единоверческой церкви; 1820—1827, арх. А. И. Мельников, 1934 год, реконструкция. В настоящее время — Музей Арктики и Антарктики[9].
- № 25  7831973000 — дом М. Мадатовой, где жила Арина Родионовна, няня Пушкина; построен в конце XVIII века. В настоящее время в здании расположена редакция газеты «Санкт-Петербургские ведомости».
- № 27  памятник архитектуры — дом М. А. Лохвицкой-Скалон; 1912—1914, арх. Н. М. Проскурнин, Л. И. Катонин. В настоящее время — Инженерно-экономический университет, ИНЖЭКОН
- № 29 — доходный дом. Построен в 1874 году, архитектор А. В. Иванов
- № 30  7831975000 — дом А. Л. Шауфельберга (К. С. Тычинкина); 1860 год, арх. Е. И. Ферри-де-Пиньи, 1912—1914 год, арх. А. Ф. Бубырь.
- № 31  7831974000 — Доходный дом А. Я. Барышникова (дом издательства «Шиповник») 1897—1899. Первый вариант проекта разработал Василий Шауб, уже в процессе строительства он был изменён под руководством сына владельца, архитектора Александра Барышникова[10][11][12]
- № 37 (дом Ф. Л. Парфёнова, в котором в мае 1912 года появилась редакция только что образованной газеты «Правда»; 1881 год, арх. Н. В. Дмитриев.
- № 39 (Архитектор: М. Андреев), 1882 год. Доходный дом.
- № 40 — доходный дом. В 1936—1954 гг. здесь в квартире № 10 жил художник Евгений Михнов-Войтенко[13].
- № 44 — доходный дом. Перестройка. 1884 года. Архитектор Ф. Б. Нагель.
- № 45  7831976000 — дом Дементьевых построен в первой четверти XIX века, 1838, надстройка и расширение, арх. И. Е. Ерлыков, 1896, изменение фасадов, арх. А. А. Докушевский
- № 47—49  памятник архитектуры — дома Л. Габриловича; построены в первой половине XIX века, расширены в 1859 году (архитектор А. К. Кольман), перестроены в 1912 году архитектором И. И. Носалевич
- № 50  781610743930006 — дом М. П. Беляева; 1883—1884 год, архитектор В. Ф. фон Геккер. Здесь в 1884—1903 гг. собирался «Беляевский кружок».
- № 51  781710971720005 — дом купцов Поспеевых (А. С. Палкина); построен в начале XIX века, перестраивался в 1829, в 1831 и в 1839 годах, пристройки — архитектор А. А. Арефьев.
- № 52  781610743880006 — дом А. К. Лядова; построен во второй половине XIX века
- № 53  781711304730006 — Ямской рынок; 1817—1819 год, архитектор В. П. Стасов
- № 55  7831979000 — дом Р. С. Гробова; 1896, арх. П. Ю. Сюзор).
- № 56-58 , средняя часть — доходный дом, построен в 1832 году по проекту архитектора В. Е. Моргана.
- № 63  781711205720015 — дом К. Зигеля; 1888—1890 год, архитектор И. С. Китнер.
- № 66  7831977000 — дом А. О. Мейер (Г. Шульца); 1876—1878 годы — архитектор В. А. Шретер.
- № 68  7831978000 — дом Локотниковых; 1832—1833 годы (архитектор В. О. Мочульский), 1900—1903 годы (гражданский инженер С. А. Баранкеев).
- № 69 — до 2005 года по этому адресу находилась фабрика «Северное сияние», построенная в 1912 году под руководством архитектора. В 2004-м здание снесли ради строительства бизнес-центра[14].
- № 70 — доходный дом С. И. Савельева, построенный в 1879—1880 годах, арх. А. Ф. Красовский и В. Р. Курзанов. В начале 1890-х гг. в доме жил арх. А. И. фон Гоген. В 1912—1913 гг. здесь в одной небольшой комнате жил Григорий Распутин.
- № 71 — доходный дом, построенный в 1878—1879 годах по проекту архитектора И. И. Буланова. Снесен в 2005 году для строительства бизнес-центра.
- № 72  781710808750006 — дом «Торгово-промышленного товарищества Ф. Г. Бажанова и А. П. Чувалдиной»; 1907—1909, архитектор П. Ф. Алёшин[15]. В доме жил химик Николай Волынкин с семьей, а также его брат, электротехник, разработчик советских радиоламп Виктор Волынкин. На первом этаже была расположена лаборатория Николая Волынкина. В настоящее время в здании размещена Детская библиотека истории и культуры Петербурга[16][17].
- № 76  7831980000 — дом купцов Сироткиных; 1879—1880, арх. К. Г. Прейс, 1898 год, строительство флигеля, гражданский инженер С. А. Баранкеев.
- № 78  7831981000 — дом М. А. Александрова; построен в первой трети XIX века.
- № 79  7831982000 — дом купца Хлебникова; построен в конце XVIII века. В 1931 г. здесь открылся первый советский вытрезвитель.
- Звенигородский сквер (у дома № 79 на углу со Звенигородской улицей)
- № 81  памятник архитектуры — дом лейб-гвардии Егерского батальона; 1796—1800 годы, строительство трех корпусов, архитекторы Ф. И. Волков и Ф. И. Демерцов, 1810-е годы, соединение корпусов
- № 86 — до середины 1990-х годов по этому адресу находился фуражный двор Семёновского полка, переданный под казармы лейб-гвардии Жандармского дивизиона (Гвардейский полевой жандармский эскадрон). После пожара в 1990-х здание снесли, на его месте построили торгово-развлекательный центр[14].
- Багратионовский сквер (между Звенигородской улицей и Подъездным переулком)
- № 90 — Центральное конструкторское бюро морской техники «Рубин».

## Транспорт
В начале улицы, у пересечения с Невским проспектом, находится станция метро «Маяковская». Также в непосредственной близости к улице расположены станции «Звенигородская» и «Лиговский проспект».
На участке от Свечного переулка до Звенигородской улицы проходит маршрут трамвая № 16, а также разворачиваются трамваи маршрутов № 25 и № 49 (в направлении от Кузнечного к Свечному переулку). По конечному участку улицы ходит автобусный маршрут № 262.